# 아르다시르 3세

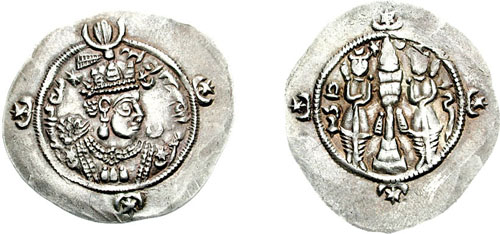
아르다시르 3세의 동전

아르다시르 3세(영어:Ardashir III, 621년 - 630년)는 사산 왕조 페르시아 제국의 샤이다. 카바드 2세 자손이다.
아르다시르 3세는 카바드 2세가 628년에 사망하자, 7살의 어린 나이로 제위에 오른다. 그러나 18개월 뒤 페르시아의 장군인 샤흐르바라즈에게 살해된다.

## 참조
- 'The Civilizations of the Ancient Near East' by George Rawlinson, Project Gutenberg 보관됨 2018-04-02 - 웨이백 머신